# Fréttablaðið
Fréttablaðið — бесплатная исландская газета, существовавшая с 2001 по 2021 год. Распространялась пять дней в неделю.

## История
Газета Fréttablaðið была основана в 2001 году. Первоначально принадлежала медиагруппе 365. Газета выходила шесть дней в неделю с понедельника по субботу до сентября 2003 года, когда она стала выпускаться ежедневно. С 2019 года газета снова стала выходить шесть дней в неделю, а с 2020 года — пять дней в неделю. Газета полностью финансируется за счёт рекламы.
Политически считается левоцентристской, близкой к Социал-демократическому альянсу и поддерживающей вступление в Евросоюз, хотя среди бывших главредов был и Торстейнн Паульссон, экс-премьер-министр от правоцентристской Партии независимости.
В 2001—2002 годах тираж газеты составлял 70 000 экземпляров. В 2019 году её тираж составил 80 000 экземпляров. 40 % исландцев, участвовавших в опросе Gallup, заявили, что читают эту газету.
В 2017 году 365 Miðlar продала большую часть своих активов компании Fjarskipti ehf, материнской компании Vodafone Iceland, включая сайт visir.is. 365 Miðlar сохранила Fréttablaðið и открыла новый сайт frettabladid.is. По состоянию на 2020 год это был шестой по популярности сайт в Исландии. После продажи компании Fjarskipti, 365 Miðlar перевела деятельность Fréttablaðið, журнала Glamour и frettabladid.is под управление Torg ehf., своей дочерней компании.
В октябре 2019 года Хельги Магнуссон и другие инвесторы купили акции 365 Miðlar в Torg ehf. Ранее в 2019 году Хельги купил 50 % акций Torg ehf. В рамках продажи Оулёф Скафтадоуттир ушла с поста редактора, и её заменил Йоун Тоуриссон. После продажи новые владельцы объявили о своих планах по объединению Fréttablaðið с телеканалом Hringbraut.
В октябре 2020 года газета была обвинена посольством Соединенных Штатов в Исландии в публикации фальшивых новостей из-за сообщения о том, что сотрудников посольства попросили выйти на работу, несмотря на то, что один из работников заболел COVID-19. 
В 2021 году Torg ehf., владелец газеты, получил 81 млн исландских крон (около $637 443) в виде субсидий, выданных исландским СМИ правительством Исландии.
31 марта 2023 года газета прекратила выходить, и все её сотрудники оказались без работы.